# Parkerville
Parkerville és una població dels Estats Units a l'estat de Kansas. Segons el cens del 2000 tenia 73 habitants.

## Demografia
Segons el cens del 2000, Parkerville tenia 73 habitants, 22 habitatges, i 17 famílies. La densitat de població era de 234,9 habitants/km².
Dels 22 habitatges en un 50% hi vivien nens de menys de 18 anys, en un 72,7% hi vivien parelles casades, en un 14,5% dones solteres, i en un 22,7% no eren unitats familiars. En el 18,2% dels habitatges hi vivien persones soles el 18,2% de les quals corresponia a persones de 65 anys o més que vivien soles. El nombre mitjà de persones vivint en cada habitatge era de 3,32 i el nombre mitjà de persones que vivien en cada família era de 3,94.
Per edats la població es repartia de la següent manera: un 42,5% tenia menys de 18 anys, un 5,5% entre 18 i 24, un 23,3% entre 25 i 44, un 17,8% de 45 a 60 i un 11% 65 anys o més.
L'edat mediana era de 26 anys. Per cada 100 dones de 18 o més anys hi havia 110 homes.
La renda mediana per habitatge era de 29.375 $ i la renda mediana per família de 32.188 $. Els homes tenien una renda mediana de 17.292 $ mentre que les dones 0 $. La renda per capita de la població era de 9.792 $. Cap de les famílies estaven per davall del llindar de pobresa.

## Poblacions més properes
El següent diagrama mostra les poblacions més properes.